# Gongylosoma baliodeirus
Gongylosoma baliodeirus är en ormart som beskrevs av Boie 1827. Gongylosoma baliodeirus ingår i släktet Gongylosoma och familjen snokar. Inga underarter finns listade i Catalogue of Life.
Arten förekommer i Sydostasien på södra Malackahalvön, Borneo, Sumatra, Java och på flera mindre öar i regionen. Den lever i låglandet och i kulliga områden upp till 600 meter över havet. Gongylosoma baliodeirus vistas i skogar och den håller till på marken. Det är inte utrett hur arten fortplantar sig.
För beståndet är inga hot kända. IUCN listar arten som livskraftig (LC).